# Gaspar Anselmo Méndez Álvarez
Gaspar Anselmo Méndez Álvarez [seudónimos: MA, Modesto (como escritor), Burlón] (Granada, 1875-Paterna, 1940) fue un historietista e ilustrador español.

## Biografía
Nació en 1875 en Granada. Sus primeros trabajos aparecen hacia 1905, iniciándose en revistas como La Esquella de la Torratxa y Madrid Cómico. Destacó por sus dibujos en TBO, donde estuvo trabajando desde 1917 hasta 1938 o 1929, según diferentes versiones. Era ácido, satírico y mordaz y gozó en TBO de una libertad absoluta en sus creaciones, algo poco común en la época. 
En la década de 1930 se trasladó a Barcelona, viajando ocasionalmente a Valencia, donde escribió e ilustró la revista satírica La Traca (conocida en el momento de su incorporación como La Chala), donde destaca su anticlericalismo y erotismo. También trabajó para Vida Galante, El Caloyo y KDT. 
Durante la guerra civil española permaneció en Barcelona, aunque en 1939 se trasladó a Valencia huyendo de la represión franquista, pero fue detenido. Vicent Miquel Carceller, editor de La Traca y amigo de Modesto acudió a la prisión para interesarse por él y solicitó que lo pusieran en libertad, dado que no era más que un dibujante. Al reconocer las autoridades quién era Carceller, lo detuvieron también, y juntos fueron fusilados en el campo de tiro de Paterna el 28 de junio de 1940, corriendo la misma suerte que su editor y que el también dibujante y colaborador de La Traca, Carlos Gómez Carrera Bluff.